# Maiolati Spontini

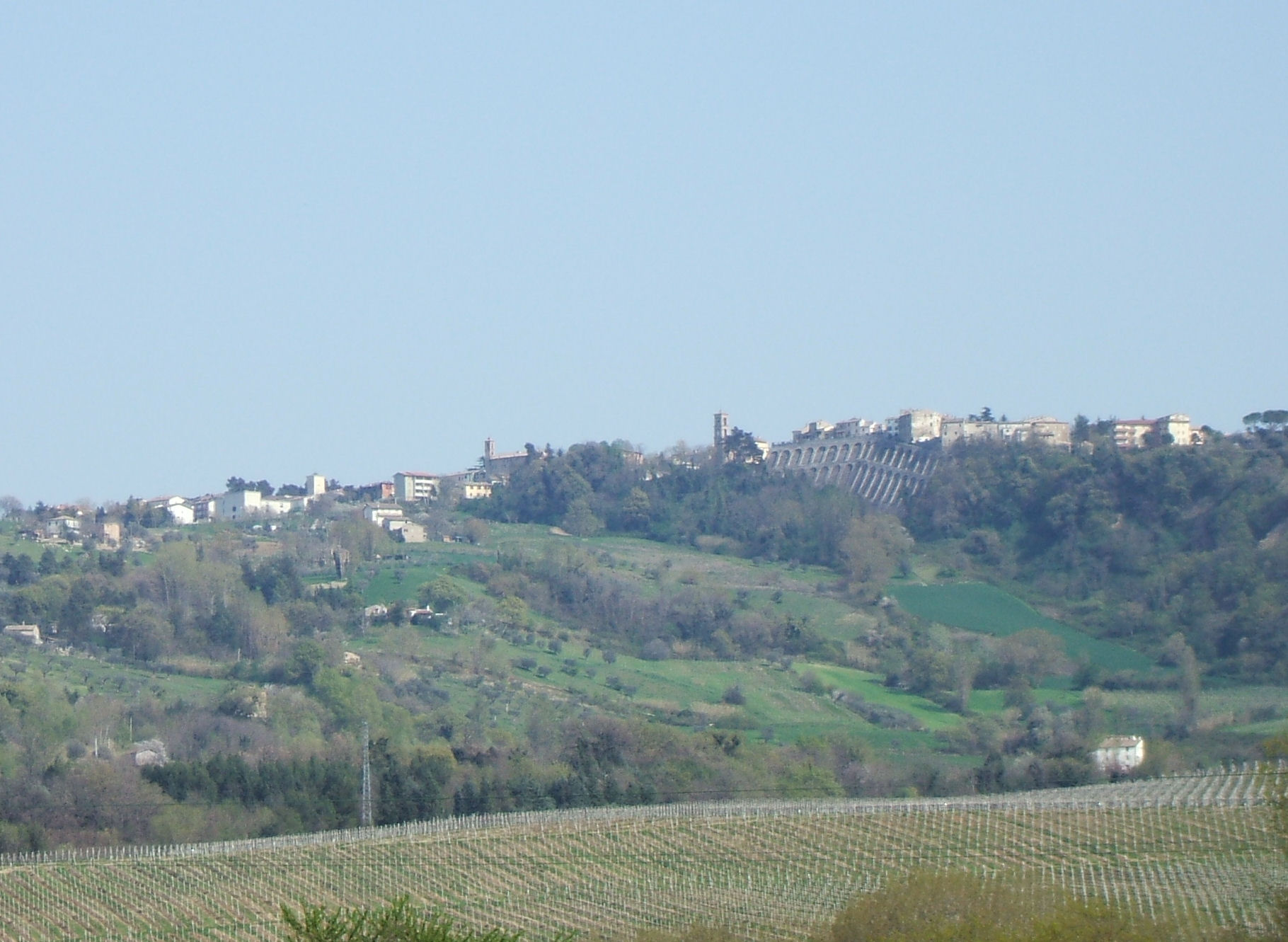
Cảnh Maiolati Spontini.

Maiolati Spontini là một đô thị ở tỉnh Ancona trong vùng Marche, nằm cách 35 km về phía tây nam của Ancona. Tại thời điểm ngày 31 tháng 12 năm 2004, đô thị này có dân số 5.930 và diện tích là 21,4 km².
Đô thị Maiolati Spontini có các frazione (đơn vị cấp dưới) Moie.
Maiolati Spontini giáp các đô thị sau: Belvedere Ostrense, Castelbellino, Castelplanio, Cupramontana, Jesi, Monte Roberto, Rosora, San Marcello.